# Winfried Kretschmann
Winfried Kretschmann (ur. 17 maja 1948 w Spaichingen) – niemiecki polityk i nauczyciel, działacz Związku 90/Zielonych, poseł do landtagu, od 2011 premier Badenii-Wirtembergii.

## Życiorys
Jego rodzice byli Niemcami z Warmii (Prusy Wschodnie) przesiedlonymi po II wojnie światowej (zgodnie z ustaleniami konferencji poczdamskiej), gdy tereny te przeszły pod polską administrację. Ukończył studia nauczycielskie z zakresu biologii i chemii na Uniwersytecie Hohenheim. Po zdaniu państwowych egzaminów zawodowych podjął pracę w zawodzie nauczyciela, był zatrudniony w szkołach w Stuttgarcie, Esslingen am Neckar, Mengen i Bad Schussenried. W pierwszej połowie lat 70. działał w maoistowskiej zachodnioniemieckiej grupie Kommunistischer Bund Westdeutschland. W 1979 brał udział w powołaniu partii Zielonych w Badenii-Wirtembergii, rok później uzyskał z ramienia tej formacji mandat posła do landtagu. W 1986 przeniósł się do Hesji, gdzie pracował w regionalnym ministerstwie środowiska zarządzanym przez Joschkę Fischera. W 1988 powrócił do landtagu Badenii-Wirtembergii. W 1992 nie uzyskał poselskiej reelekcji, po czym przez cztery lata pracował jako nauczyciel. W 1996 ponownie wybrany na deputowanego do regionalnego parlamentu (reelekcja w 2001, 2006, 2011, 2016 i 2021). W 2002 stanął na czele frakcji poselskiej Zielonych.
W wyborach regionalnych w 2011 kierowani przez Winfrieda Kretschmanna Zieloni zajęli drugie miejsce za rządzącymi chadekami. Według komentatorów ich sukces był związany z publiczną dyskusją po katastrofie elektrowni atomowej Fukushima nr 1, do której doszło kilkanaście dni wcześniej. Zieloni zawarli wówczas porozumienie z Socjaldemokratyczną Partią Niemiec, powołując koalicję dysponującą 71 głosami w 138-osobowym landtagu. 12 maja 2011 Winfried Kretschmann został wybrany 73 głosami za na premiera Badenii-Wirtembergii, stając się tym samym pierwszym premierem kraju związkowego w Niemczech należącym do Związku 90/Zielonych. Zasiadł również w Bundesracie, zaś od listopada 2012 do października 2013 pełnił funkcję przewodniczącego tej izby.
Zieloni zwyciężyli w kolejnych wyborach do landtagu w 2016. Tym samym po raz pierwszy w historii ugrupowanie to zajęło pierwsze miejsce w wyborach regionalnych w Niemczech. Zawarli następnie koalicję rządową z chadekami, co umożliwiło 12 maja 2016 reelekcję Winfrieda Kretschmanna na urząd premiera większością 82 głosów. W 2021 jego ugrupowanie ponownie wygrało wybory krajowe, a następnie odnowili porozumienie koalicyjne z CDU, co pozwoliło Winfriedowi Kretschmannowi pozostanie na funkcji premiera na trzecią kadencję.

## Odznaczenia
- Wielki Krzyż Zasługi z Gwiazdą i Wstęgą Orderu Zasługi Republiki Federalnej Niemiec (2023)[10]